# Styl Kar

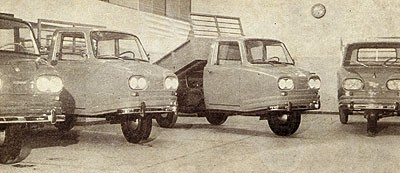
Styl-Kar-Schauraum

STYL KAR (griechisch: ΣΤΥΛ ΚΑΡ) war ein griechisches Unternehmen im Bereich Kraftfahrzeugbau.

## Unternehmensgeschichte
Stylianos Karakatsanis gründete das Unternehmen nach dem Zweiten Weltkrieg in Thessaloniki als Reparaturwerkstatt und Verkaufsstelle für Motorräder. Die ersten Nutzfahrzeuge entstanden. 1965 erfolgte der Umzug nach Athen und 1967 der Bau einer neuen Fabrik. In den 1970er Jahren wurde das Unternehmen aufgelöst.

## Fahrzeuge

### Nutzfahrzeuge
Die ersten Nutzfahrzeugen bestanden aus der Front eines Motorrades sowie einer Hinterachse. Oberhalb der Hinterachse war eine Ladefläche. Auf eine Karosserie oder Wetterschutz wurde verzichtet. Spätere Nutzfahrzeuge waren ebenfalls dreirädrig, verfügten aber über eine zeitgemäße Karosserie. 1967 erschien das Modell 1300 mit einem luftgekühlten Boxermotor von Volkswagen. Von diesen Dreiradmodellen entstanden mehrere tausend Exemplare. 1970 folgte ein vierrädriger Lastkraftwagen mit 2 Tonnen Nutzlast.

### Personenwagen
1970 erschien ein kleiner Sportwagen.